# Manuel Fleitas Solich
Manuel Fleitas Solich (30 de desembre de 1900 - 24 de març de 1984) fou un futbolista paraguaià.

## Selecció del Paraguai
Va formar part de l'equip paraguaià a la Copa del Món de 1950 com a entrenador. També destacà com a entrenador al Flamengo brasiler, entre d'altres. També fou entrenador del Reial Madrid la temporada 1959-1960.